# Тисовець (Добреполє)
Тисовець (словен. Tisovec) — поселення в общині Добреполє, Осреднєсловенський регіон, Словенія. 
Висота над рівнем моря: 569,8 м.